# Utetheisa candida
Utetheisa candida är en fjärilsart som beskrevs av Butler 1877. Utetheisa candida ingår i släktet Utetheisa och familjen björnspinnare. Inga underarter finns listade i Catalogue of Life.